# Xanthoparmelia bicolorans
Xanthoparmelia bicolorans är en lavart som beskrevs av Elix & Kantvilas. Xanthoparmelia bicolorans ingår i släktet Xanthoparmelia och familjen Parmeliaceae.   Inga underarter finns listade i Catalogue of Life.